# Craina Albă

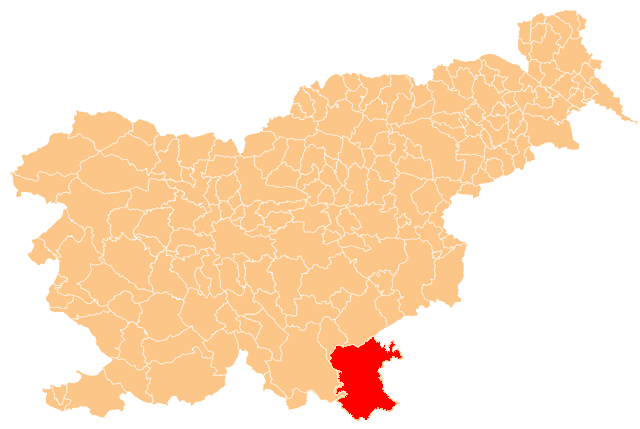
Localizarea regiunii Craina Albă (Bela krajina) în Slovenia

Craina Albă (în slovenă Bela krajina, în croată Bela krajina, în germană Weißkrain sau Weiße Mark) este o regiune istorică din sud-estul Sloveniei, la granița cu Croația. Datorită dimensiunilor sale mici, este adesea considerată o subdiviziune a regiunii mai extinse Craina Inferioară (Dolenjska), deși i s-au atribuit caracteristici culturale, lingvistice și istorice distincte.
Datorită apropierii sale de Croația, Craina Albă împărtășește multe caracteristici culturale și lingvistice cu zonele învecinate unde se vorbește un dialect al limbii croate, dialectul kajkavian. În general, este considerată regiunea slovenă cu cea mai apropiată afinitate culturală cu alte teritorii slave de sud. A făcut parte din Slavonia până în secolul al XII-lea, după care a împărtășit soarta istorică cu Marca Vindica și Craina Inferioară. În secolul al XIX-lea, a fost una dintre regiunile cu cea mai mare rată de emigrare din Țările Slovene și din Imperiul Austriac în general. În timpul celui de-Al Doilea Război Mondial, a fost un centru important al rezistenței antifasciste din Iugoslavia.
Craina Albă este cunoscută pentru vasele ceramice din Grič și Kanižarica, fabricate din lut cu un conținut ridicat de calcit, precum și pentru vinurile de înaltă calitate, precum „Metliška črnina”, un vin roșu închis, sau pentru o varietate de pâine albă plată, Belokranjska pogača, care a primit în 2015 recunoașterea ca „specialitate tradițională garantată” (Traditional Speciality Guaranteed) din partea Uniunii Europene.

## Toponimie
Numele Bela krajina înseamnă literal „Marca Albă”. Substantivul krajina, însemnând „marcă”, se referă la un teritoriu de frontieră organizat pentru apărare militară. Adjectivul bela, în traducere „albă”, se poate referi la pădurile de foioase (în special mesteacăn) din zonă, în comparație cu pădurile „negre” de conifere din zona învecinată Kočevje. Poate fi, de asemenea, o denumire veche pentru „vest”, referindu-se la locația vestică a regiunii pe Granița militară croată (în slovenă Vojna krajina). 
Explicațiile non-lingvistice leagă termenul bela („alb”) de îmbrăcămintea tradițională de in de culoare albă a populației din regiune. 
Numele Bela krajina („Craina Albă”) derivă din denumirea în limba germană Weißkrain, care este rezultatul unei hipercorectitudini bazate pe adjectivul belokrajnski (înțeles ca un dialect metateză al lui *belokranjski), similar cu cazul denumirii în limba germană Dürrenkrain pentru denumirea în slovenă Suha krajina, în traducere „Craina Uscată”.

## Geografie

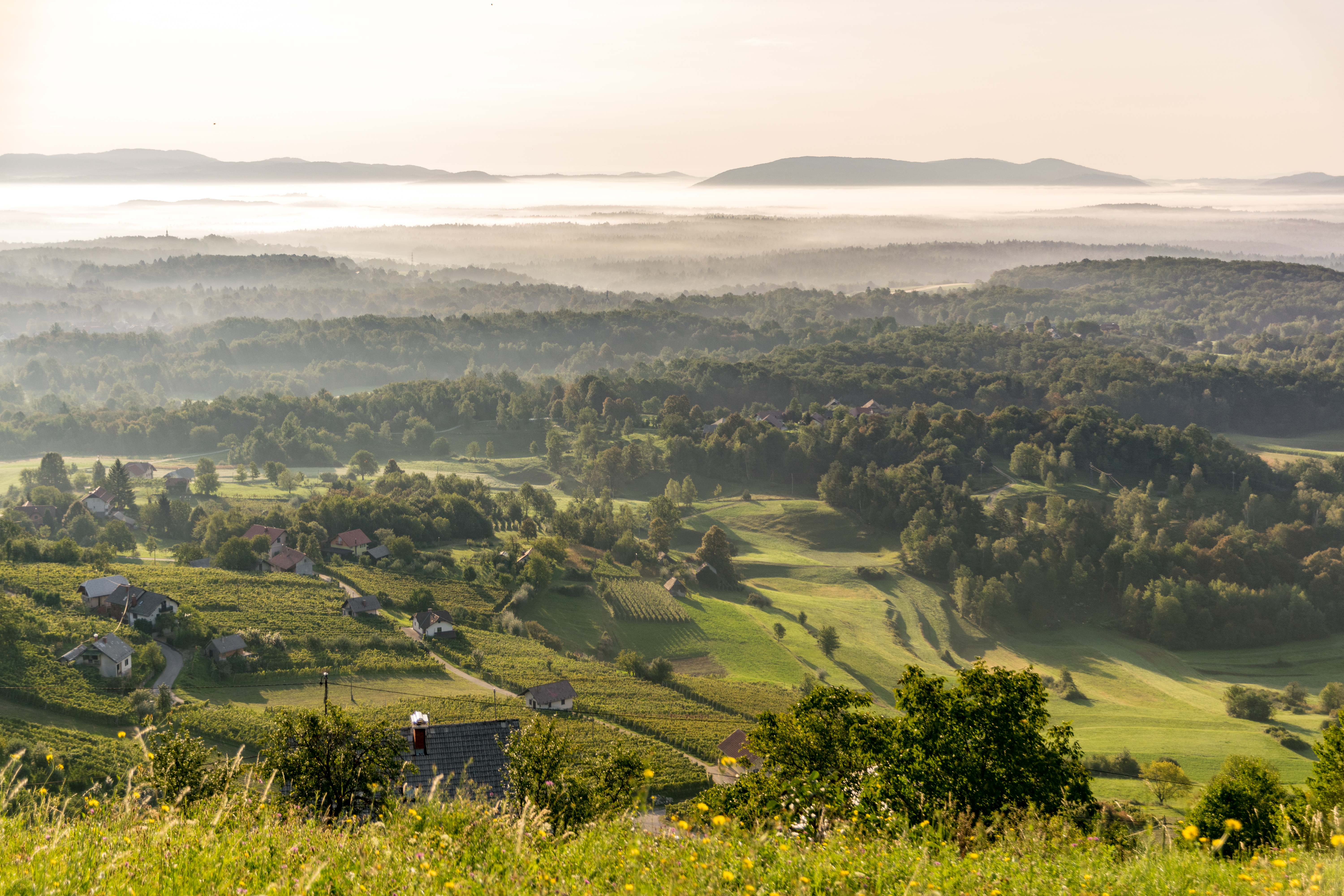
Peisaj specific regiunii Craina Albă

Zona este delimitată de lanțul montan Žumberak (în slovenă Gorjanci) și platoul Kočevski Rog în nord și vest și de râul Kolpa în sud și est, care formează, de asemenea, granița dintre Slovenia și Croația. Întrucât zona nu putea fi accesată decât din nordul Crainei Inferioare prin trecători montane, populația este caracterizată de o anume specificitate. În prezent, regiunea corespunde teritoriului municipalităților Črnomelj, Metlika și Semič. La câțiva kilometri spre vest se află vârful Kopa, care are 1.077 metri înălțime și este cel mai înalt vârf din Bela Krajina. Cel mai de jos punct al Bela Krajina este gura de vărsare a pârâului Kamenice în râul Kolpa, la granița cu Croația (127 m altitudine). Râul principal este Kolpa cu afluenții săi Lahinja, Dobličica și Krupa.
Cea mai mare parte a Bela Krajina este formată dintr-o câmpie carstică, extinsă spre nord și vest până la platoul carstic superior (Kočevski Rog, Poljanska Gora și Gorjanci), 48% din suprafață aflându-se la o altitudine de până la 200 de metri. Terenul este caracterizat de dealuri carstice joase și numeroase doline de mică adâncime. Există foarte puține roci non-carstice. Granițele naturale ale regiunii corespund aproape perfect cu granițele administrative ale celor trei municipalități componente, Črnomelj, Metlika și Semič, precum și cu limitele bazinului hidrografic al râului Lahinja, un curs de apă care străbate regiunea. Râul Lahinja se varsă în râul Kolpa, care delimitează părțile de sud și de est ale Bela Krajina, constituind linia de frontieră dintre Slovenia și Croația. Majoritatea terenurilor regiunii Belei Krajina sunt drenate de râul Kolpa, fie prin Lahinja și afluenții săi, fie prin apele subterane. Râul Kolpa este un afluent al râului Sava, care la rândul său se varsă în fluviul Dunărea. Prin urmare, din punct de vedere hidrogeografic, Bela Krajina face parte din sistemul fluvial Dunărea.
Părțile de sud-est și de est se caracterizează prin deschiderea reliefului și tranziția către regiunile joase ale Croației învecinate. Datorită acestei locații, caracteristicile climatice predominante în Bela Krajna sunt diferite de ale celorlalte regiuni slovene.

### Suprafață
Suprafața totală a regiunii Craina Albă (Bela Krajina) este de 596 km2, împărțită între cele 3 municipalități care formează regiunea: Črnomelj 339,7 km2, Metlika 108,9 km2, Semič 146,7 km2.

### Populație
În conformitate cu rezultatele recensământului din 2020, la data de 1 iulie 2020 în Bela Krajina trăiau 26.661 locuitori, 14.318 în Črnomelj, 8.458 în Metlika și 3.885 în Semič. Densitatea medie a populației era de aproximativ 45 km2.

### Climă
Clima este clasificată ca fiind temperat-continentală, specifică sud-estului Sloveniei, valoarea medie anuală a temperaturii fiind de 10,1 °C, peste media slovenă. Regiunea este caracterizată de un regim de precipitații sub-mediteranean, cu o cantitate medie anuală de precipitații între 1.100 și 1.600 mm. Aproape 60% dintre acestea sunt drenate de apele curgătoare din regiune, în timp ce restul se evaporă. Debitul specific pe unitatea de suprafață este de 26 l/(s×km2), de aproximativ 2,5 ori mai mare decât media europeană de 9,7 l/(s×km2).

### Geologie
Rocile predominante în Craina Albă sunt calcarele cretacice și dolomitele, iar în zona vârfului Gorjanci și Kočevski rog - calcarele triasice și jurasice. Există o mică zonă de fliș în jurul satului Drašiči, iar roci sedimentare din miocen apar în vecinătatea localității Kanižarica. Există, de asemenea, o mină de cărbune brun abandonată în apropiere de Kanižarica.

### Industrie extractivă
Există zăcăminte de cărbune brun în Kanižarica, în apropiere de Črnomelj. Cărbunele a fost extras dintr-o mină subterană începând cu 1857, dar exploatarea s-a închis în 1997. Un muzeu care conține o expoziție despre exploatarea cărbunelui și o galerie accesibilă vizitatorilor au fost amenajate pe vechiul amplasament, ca atracții turistice.
În localitatea Hrast de lângă Vinica se găsește unul dintre cele mai mari zăcăminte de bauxită din Bela Krajina, dar în general acestea sunt prea sărace pentru a fi exploatate economic.

### Arii naturale protejate
Slovenia este a treia țară din Europa în ceea ce privește ponderea suprafețelor acoperite de păduri, după Finlanda și Suedia. În regiunea Bela krajina există 13 zone de protecție specială Natura 2000, care acoperă 40% din teritoriu.
Uniunea Europeană cofinanțează două proiecte de protecție a mediului care promovează cooperarea transfrontalieră între Slovenia și Croația. Toate cele trei municipalități din Craina Albă participă la un program de reglementare a regimului de navigație pe râul Kolpa și, de asemenea, la un program care prevede amenajarea și restaurarea lacurilor, iazurilor și apelor curgătoare.

## Istoric

### Antichitate
Movile celtice pot fi găsite în jurul localității Podzemelj, iar urmele unei așezări celtice au fost descoperite pe dealul Kučar, la poalele căruia se află satele Podzemelj și Zemelj. Datorită condițiilor geologice, bunurile funerare au fost puternic afectate de intemperii. În 2018, o monedă celtică din aur înfățișându-l pe Alexandru cel Mare a fost găsită pe un câmp, în timpul unor lucrări de construcție. De asemenea, o urnă funerară a fost găsită în timpul săpăturilor din 1930, dar aceasta a fost ulterior distrusă.
A fost descoperit un mithraeum din secolul al II-lea în pădurea de lângă Rožanec. Pe peretele unei cariere abandonate se vede un basorelief care a aparținut unui lăcaș de cult. Acesta s-a deteriorat în ultimele decenii din cauza ploilor acide și a invaziei lichenilor și mușchilor, dar o copie realizată în 1953 poate fi văzută în muzeul regional („Belokranjski muzej”) din Metlika.

### Evul Mediu
Numele Bela krajina apare în documente vechi începând cu anul 1288. Zona a aparținut Regatului maghiaro-croat. Accesul slovenilor în regiune a fost împiedicat de pădurile virgine și de munți. În contrast, zona de la sud și vest a fost deschisă colonizării de către croați antrerior secolului al XII-lea. Când nobilimea germană a ocupat această zonă, aceasta putea fi descrisă drept croată din toate punctele de vedere.
La începutul secolului al XII-lea, zona făcea parte din regiunea de graniță disputată Marca de Carniola, aflată între Sfântul Imperiu Roman în nord-vest și Regatul Ungariei în est și sud-est. Începând cu anul 1127, trupele conților de Weichselberg (Višnja Gora), ale margrafului Bernhard von Trixen din Casa Spanheim și ale prințului episcop de Salzburg au traversat munții Gorjanci și au mărșăluit împotriva forțelor maghiare și croate, pe care le-au împins dincolo de râul Kolpa, până la Bregana, la sud de munții Gorjanci.
Ulterior, între 1135 și 1172, zona din care făcea parte Bela krajina a fost smulsă de la croați, Bela krajina apărând între zonele cucerite de conții de Weichselberg, mărginită de Poljanska Gora în vest și de-a lungul râului Kolpa, până la poalele vestice ale munților Gorjanci, în est.
În perioada istorică ulterioară, nu există o dovadă a unor domni feudali croați în Bela krajina. În secolul al XIII-lea, a început o colonizare intensivă de ambele părți ale râului Kolpa, ordinul cavaleresc german din Bela krajina jucând un rol important. Râul Kolpa a fost recunoscut ca graniță, ceea ce a oferit Bela krajina o frontieră stabilă în Evul Mediu.
Conții de Weichselberg, urmași ai Sfintei Hemma von Gurk (în slovenă Ema Krška), și-au stabilit reședința la Metlika (Möttling), și, prin urmare, în sursele contemporane, pământurile stăpânite de ei erau denumite și Comitatul Möttling (în germană Grafschaft Möttling). După ce linia succesorală a dispărut în 1209, posesiunile au trecut margrafilor carniolani din Casa de Andechs, făcând parte din autoproclamatul Ducat de Merania. În 1229, regiunea a făcut parte din zestrea ducesei Agnes de Merania la căsătoria sa cu Frederic al II-lea al Austriei, ultimul conducător din Casa de Babenberg, iar după moartea acestuia, cu cel de-al doilea soț al lui Agnes, Ulrich al III-lea, domn al Carniolei și duce de Carintia. După moartea lui Ulrich în 1269, toate bunurile sale au fost moștenite de vărul său Ottokar al II-lea al Boemiei, care a fost totuși învins de Sfântul Împărat Roman Rudolf I de Habsburg și de aliații săi în 1278. Rudolf a cedat comitatul Metlika drept feudă aliatului său Albert I de Gorizia, împreună cu porțiunea de est învecinată Marca Vindica. Sub descendentul său, Albert al III-lea de Gorizia, aceste două zone adiacente au fost unite în ceea ce a devenit cunoscut sub denumirea de „Comitatul din Marca (Vindica) și Metlika” (în germană Grafschaft in der Mark und Metlika)) și a devenit oficial o feudă a Sfântului Imperiu Roman în 1368. După moartea lui Albert în 1374, comitatul a fost achiziționat de arhiducele Rudolf al IV-lea al Austriei pentru Casa de Habsburg , care și-a confirmat privilegiile, menținându-l astfel separat de Ducatul de Carniola. Comitatul a fost în curând închiriat Casei Celje, care a dobândit drepturile depline ale stăpânilor pământului în 1443. A rămas parte a domeniului Celje până la dispariția acestei familii în 1457, după care a revenit Habsburgilor, care l-au încorporat treptat în Ducatul de Carniola. Prin urmare, istoricii Peter Štih și Vasko Simoniti de la Facultatea de Filosofie a Universității din Ljubljana susțin că regiunea denumită „Comitatul din Marca (Vindica) și Metlika”, care includea în principal Craina Albă de astăzi, și-a păstrat independența sub Habsburgi până în secolul al XVI-lea. Abia în 1593, împăratul Rudolf al II-lea a confirmat într-un singur document privilegiile Carniolei, Marcăi Vindica și Istriei.

### Perioada modernă timpurie
Primele incursiuni turcești în teritoriul sloven au avut loc la 9 octombrie 1408 în Craina Albă, turcii venind din Bosnia. Călăreții otomani au jefuit împrejurimile localității Metlika, au comis crime și au provocat incendii. Cu toate acestea, nu au ocupat Metlika sau Črnomelj, deoarece așezările erau protejate de fortificații naturale (râuri) și artificiale (castele). În acea perioadă, Craina Albă aparținea așa-numitei Vojna krajina, o zonă din nord-vestul Croației și sud-estul Sloveniei din prezent, care a fost creată între 1460 și 1881 de-a lungul celei mai expuse secțiuni a graniței austro-otomane cu rol de apărare împotriva incursiunilor turcești. Din 1556, zona a fost administrată de Consiliul Curții Imperiale din Viena, care a finanțat și activități militare. Zona a fost locuită de uskoci, vlahi și sârbi care, mai ales în secolul al XVI-lea, s-au mutat în această zonă din părțile ocupate ale Balcanilor.
După cucerirea otomană a Balcanilor, grupuri de sârbi și croați au fugit spre nord sau vest, unii dintre aceștia stabilindu-se în Craina Albă și în zona munților Žumberak, inclusiv vlahi și uskoci din Croația și Bosnia. Comandanții habsburgici au adus din Bosnia, iar mai târziu și din părți ale Croației și Dalmației sute sau mii de familii și le-au așezat în zona care acoperă Craina Albă, munții Žumberak până la Vinica. În septembrie 1597, odată cu căderea Slatinei, aproximativ 1.700 de uskoci cu soțiile și copiii lor s-au stabilit în Craina, aducând cu ei aproximativ 4.000 de oi. În anul următor, după cucerirea Cernikului, aproximativ 500 de familii de uskoci s-au stabilit în Craina.
În lucrarea sa din 1689 „Gloria Ducatului Craina” (în germană Die Ehre deß Hertzogthums Crain, în slovenă Slava vojvodine Kranjske), istoricul Johann Weikhard von Valvasor a descris limba, îmbrăcămintea și obiceiurile oamenilor din regiunea Craina Albă drept croate. Autoidentificarea studenților în registrele universitare din Graz și Viena între 1643 și 1712 arată că până la 88% dintre studenții din Craina Albă s-au identificat drept croați și doar 12% drept carniolani. Denumirea provincială Crovathen/Crobathen a fost folosită pentru Craina Albă în 1709, iar numele de „croați” desemnând locuitorii din Craina Albă a fost găsită într-un raport din 1725 al unui medic pe nume Zalokar din Novo Mesto. Dialectul parohiei Vinica din sudul extrem al regiunii Craina Albă a fost menționat drept „croat” în 1795.

#### Castele

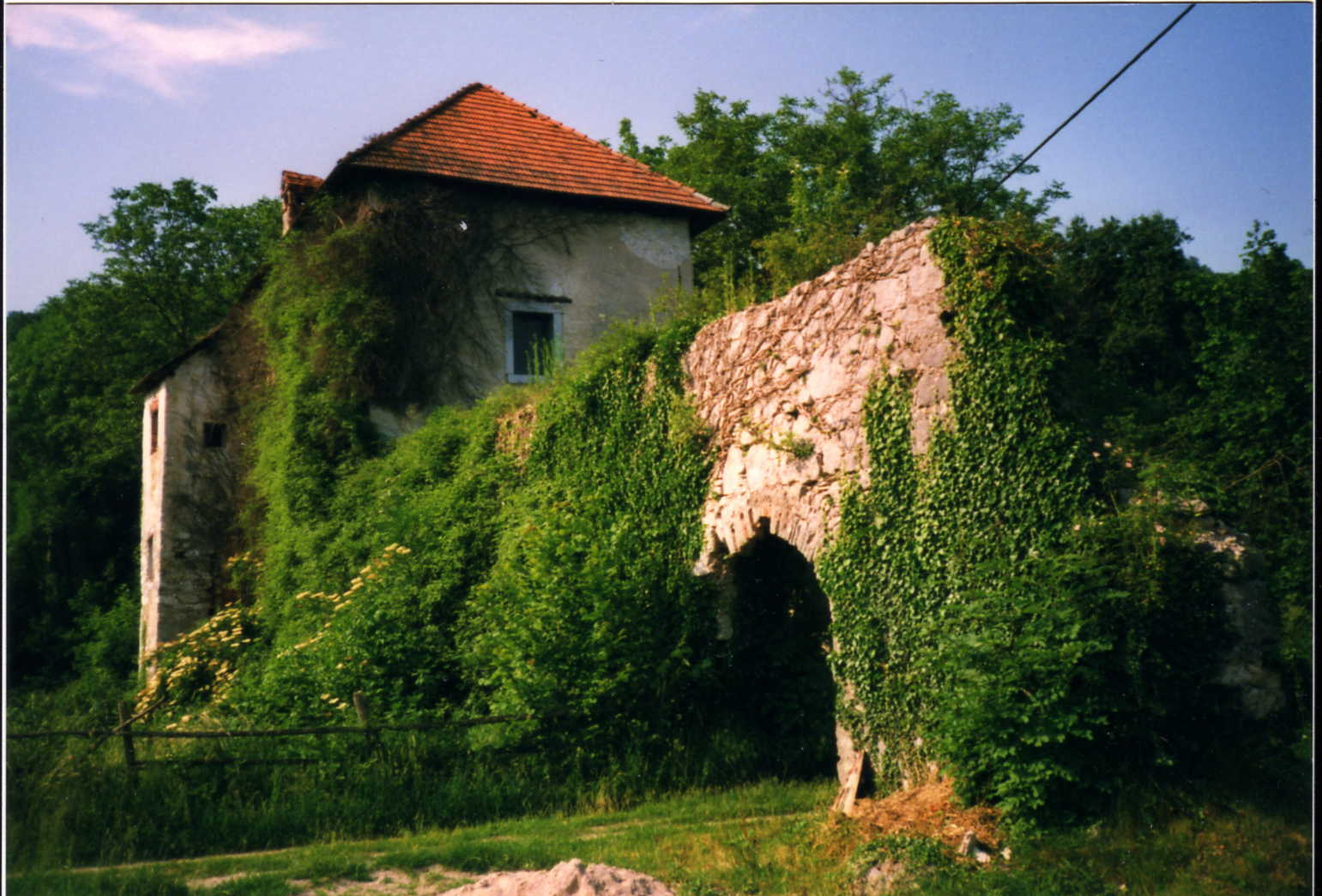
Ruinele Castelului Pobrežje

În regiunea de graniță au fost construite mai multe castele, în special în timpul războaielor otomane în Europa din secolul al XV-lea, în Črnomelj, Gradac și Vinica. Marea cetate din Pobrežje a fost distrusă în Al Doilea Război Mondial.

### Al Doilea Război Mondial
În al doilea război mondial, Craina Albă a fost ocupată de armata italiană, devenind parte a provinciei Ljubljana. În primăvara anului 1942, în majoritatea orașelor importante existau avanposturi ale armatei italiene, finanțatori regali și fasciști. Din toamna aceluiași an însă, avanposturile din orașele mai mici au fost desființate. Cel puțin pentru Metlika și Semič există documente care demonstrează că au fost complet ocupate. După capitularea Italiei, Bela krajina a devenit un teritoriu liber partizan. Exista și un aeroport lângă Otok, de unde aliații transportau răniții și livrau ajutoare spre sudul Italiei. În timpul celui de-al doilea război mondial, la Črnomelj a avut loc prima sesiune a Consiliului Sloven de Eliberare Națională. Sesiunea reprezintă fundamentul statului sloven.

### Perioada contemporană
Granița zonei Schengen, stabilită pe cursul râului Kolpa din Craina Albă, a împiedicat schimburile economice și culturale cu Croația și în special cu orașul Karlovac. De exemplu, marea piață săptămânală din Karlovac era de obicei foarte frecventată de locuitorii din Craina Albă. Participarea la evenimente sportive a fost, de asemenea, populară, deoarece ofertele din Karlovac erau mult mai atractive decât cele din Novo mesto, iar orașul croat era ușor accesibil cu autobuzul. În urma aderării Croației la Uniunea Europeană la 1 iulie 2013, verificările pașapoartelor se efectuau într-un singur punct de trecere a frontierei. Controalele care fuseseră desființate au fost ulterior reluate, în contextul crizei refugiaților. După ce Croația a aderat la spațiul Schengen la 1 ianuarie 2023, controalele la frontieră dintre Slovenia și Croația au fost abolite, iar râul Kolpa nu mai reprezintă frontiera externă a zonei Schengen.
Deși niciun refugiat nu a trecut granița sloveno-croată în Bela Krajina la momentul crizei refugiaților din 2016, din noiembrie 2015 granița a fost inițial fortificată cu un gard de sârmă ghimpată care a fost ulterior înlocuit cu un gard de frontieră. Numeroși cetățeni sloveni s-au pronunțat împotriva construcției acestor fortificații de graniță. Centrul de Turism RIC Črnomelj a criticat ferm faptul că sârma ghimpată ar distruge turismul, întrucât ar face imposibil accesul la râul Kolpa. În plus, sârma ghimpată (dar și gardul) a avut un impact devastator asupra faunei locale, numeroase animale sălbatice rămânând blocate și pierzându-și viața încercând să treacă râul. În 2022, gardul de frontieră a fost demontat de guvernul sloven.
Deși populația locală nu a fost de acord cu construirea gardului de la frontieră, a existat o mare rezistență la înființarea unui centru de primire a refugiaților la Črnomelj, ceea ce a dus chiar la manifestații publice de protest. Din cauza problemelor economice mari ale regiunii, nu s-a repetat solidaritatea manifestată în timpul războiului din Bosnia, când refugiații bosniaci au fost găzduiți în cazărmile goale din Craina Albă, deoarece oamenii s-au simțit nerespectați, ba chiar exploatați de stat, ei nedorind să găzduiască refugiați din Orientul Mijlociu, în final fiind propusă organizarea unui referendum local pe această temă.

## Cultură și tradiții populare locale

### Populație
Compoziția populației din Craina Albă reflectă istoria locală. Pe baza numelor de familie care se găsesc în Craina Albă, se poate concluziona că strămoșii lor au fost sârbi și croați. În poezia populară veche din Craina Albă, eroul național sârb, Prințul Marko, este adesea menționat, cântat în „graiul ștokavian curat”.
Ca o trăsătură specifică Sloveniei, există și astăzi sate sârbești destul de omogene din punct de vedere etnic, ai căror strămoși uskoci au fost stabiliți ca fermieri defensivi de-a lungul râului Kolpa, sau ceea ce era atunci granița militară. O comunitate sârbă există și în prezent în Craina Albă, în special în satele Bojanci, Marindol, Paunoviči, Adlešiči, Žuniči, Miliči din comuna Črnomelj.
Există, de asemenea, o populație de romi relativ numeroasă. Deși unii dintre aceștia sunt bine integrați, nivelul de trai al romilor variază foarte mult. În așezările de romi se găsesc case foarte frumoase pe de o parte, dar și colibe dărăpănate pe de altă parte. În unele cazuri, așezările romilor nu sunt conectate la infrastructura publică, la rețelele de alimentare cu apă potabilă, electricitate sau la sistemul de canalizare. Așezările au fost adesea construite ilegal și nu peste tot au intrat în legalitate. În unele cazuri, comunitățile locale se opun atunci când o familie de romi dorește să se stabilească în zonă.
Referitor la dimensiunea populației regiunii, evenimente importante au fost valurile de emigrare de la sfârșitul secolului al XIX-lea până în anii 1920 către Statele Unite și Europa de Vest și din anii 1960 către Europa de Vest (Republica Federală Germania, Elveția, Suedia, Franța, Belgia, Anglia etc.) precum și către SUA și Canada. Un motiv important al valului de emigrare de la sfârșitul secolului al XIX-lea, când oamenii au emigrat în primul rând în SUA, a fost afectarea masivă a viticulturii, importantă din punct de vedere economic, prin infestarea cu filoxeră, care a fost introdusă din SUA prin Franța în 1860. Recent, a apărut teoria că febra aurului din SUA a fost principalul motiv al emigrării, după ce un repatriat din America a venit la Semič cu saci plini cu monede de aur.

### Tradiții populare
Bela krajina este considerată comoara etnologică a Sloveniei. Printre altele, pentru că aici s-au păstrat multe obiceiuri vechi, precum festivalul Jurjevanje, și s-au amestecat diferite culturi (sloveni, croați, uskoci). Diferitele influențe culturale sunt evidențiate de dialectele vorbite în regiune. În timp ce dialectul din zona Semič amintește foarte mult de dialectul din regiunea Dolenjska, din împrejurimile Novo mesto, în zona de la Adlešiči până la Vinica, pe râul Kolpa, sunt folosite multe expresii croate. Motivul este că această zonă a fost greu accesibilă mult timp din cauza condițiilor geografice. La nord și vest, Bela krajina este separată de restul Sloveniei de lanțurile montane Gorjanci și Kočevski Rog, iar la sud și est de râul Kolpa.
O caracteristică importantă a regiunii Craina Albă este moștenirea sa populară, încă reflectată în numeroase evenimente folclorice, care prezintă costume tradiționale locale și spectacole muzicale, în special cele care promovează un instrument cunoscut la nivel regional numit „tamburița” și un dans în cerc fără acompaniament instrumental, numit „Belokranjsko kolo”. În Metlika, în ziua de luni a Paștelui, se dansează „Zaviraj kolo”. Este cea mai veche combinație de dansuri, cântece și piese de teatru din Slovenia, care a fost înscrisă în registrul patrimoniului cultural imaterial în 2013 și declarată patrimoniu imaterial de importanță națională în 2018. Se dansează fără muzică, dar în timpul dansului dansatorii cântă și, prin urmare, asigură ritmul dansului.
O trăsătură distinctivă este, de asemenea, „pisanica”, un ou de Paști colorat, decorat într-un mod caracteristic folosind ceară de albine, unic în Slovenia. De asemenea, Belokranjska pogača (o varietate de pâine albă plată) a primit în 2015 recunoașterea ca „specialitate tradițională garantată” (Traditional Speciality Guaranteed) din partea Uniunii Europene.
Festivalul Jurjevanje este sărbătorit în fiecare an pe 24 aprilie (ziua Sfântului Gheorghe). Personajul central, cel care alungă iarna și vestește primăvara, este Zeleni Jurij. Acesta este îmbrăcat în costumul național, peste care poartă un fel de rochie din crengi verzi de mesteacăn, fiind însoțit de un grup de oameni în costume tradiționale.

### Costum tradițional
Costumul național de in alb este caracteristic regiunii Craina Albă, acesta fiind țesut în mod tradițional dintr-un amestec de in și cânepă, în prezent înlocuite din ce în ce mai mult cu bumbac. Costumul diferă foarte mult de costumele tradiționale din alte regiuni, deoarece hainele sunt în întregime albe. Accesoriile din prezent, precum curele, panglici, ciorapi (pentru costumul de damă), decorații, batiste, sunt colorate. Bărbații poartă pălării negre și curele late, iar femeile pălării albe. Costumul național original era în întregime alb și nu conținea alte articole de îmbrăcăminte sau bijuterii.

### Ceramică
În mai multe locuri din Bela Krajina (de exemplu, în Gradac sau Grič pri Dobličah) se produc vase de lut recunoscute pentru calitatea lor excepțională. Produsele erau exportate în Dolenjska (Novo mesto) și în Croația vecină (Karlovac). Ceramica Grič conținea 30% calcit, lut similar fiind folosit pentru ceramică în doar două alte locuri, unul din Bosnia și unul din Spania. Argila provenea de la Kanižarica, iar calcitul de la mina de lângă Grič pri Dobličah.

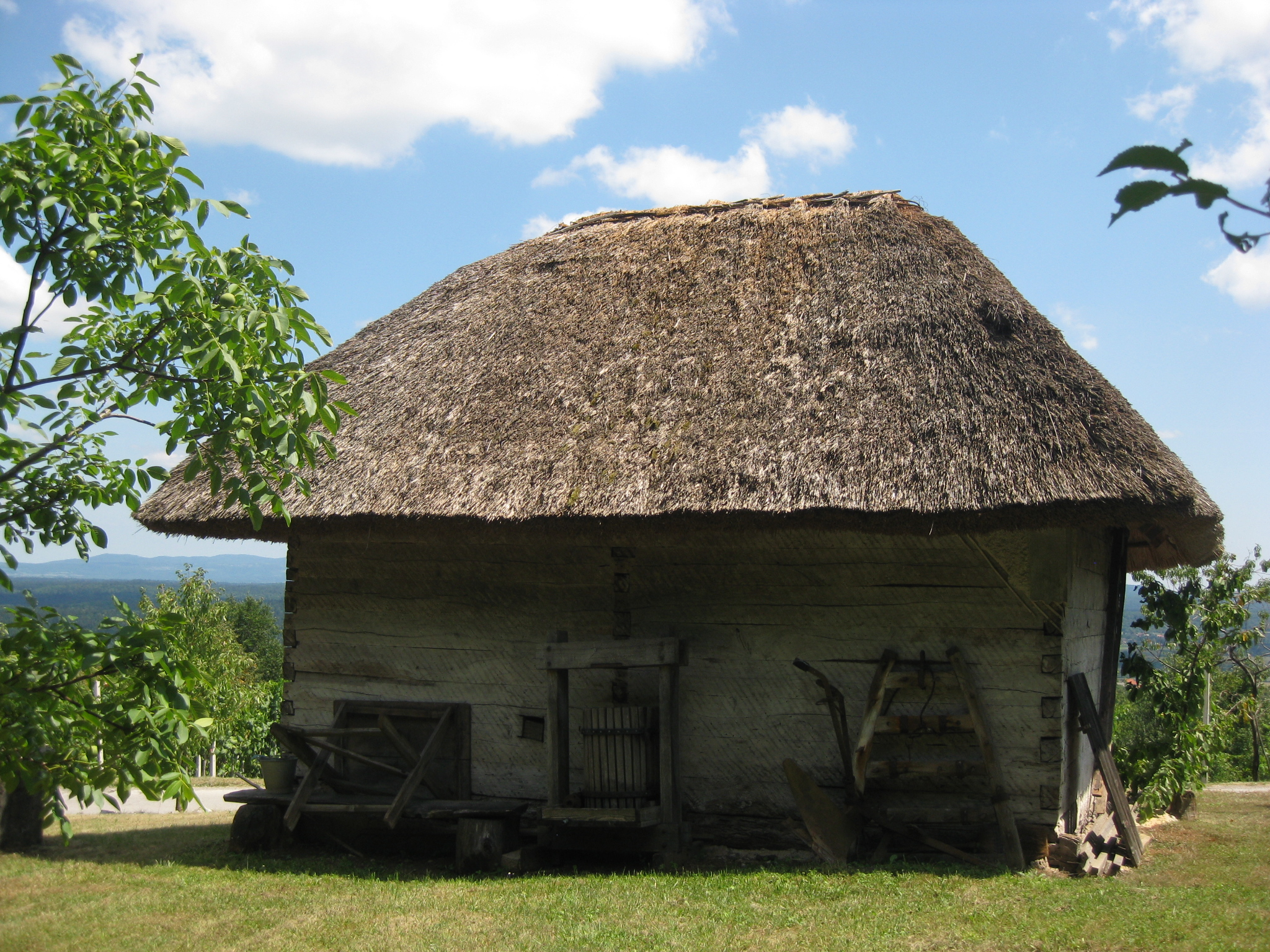
Casă tradițională
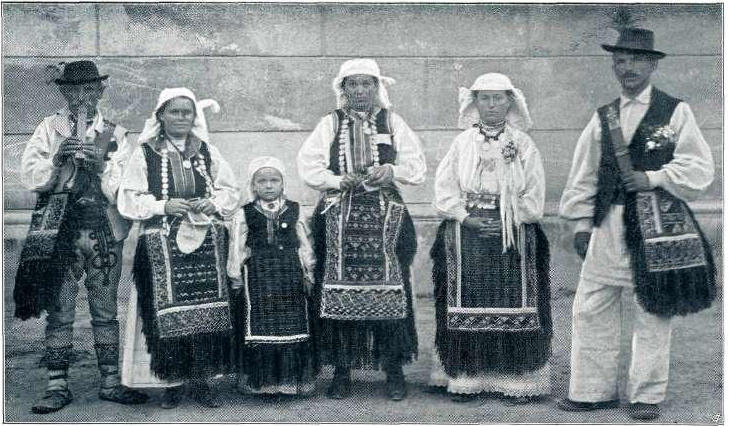
Țărani din Craina Albă în port tradițional, 1908
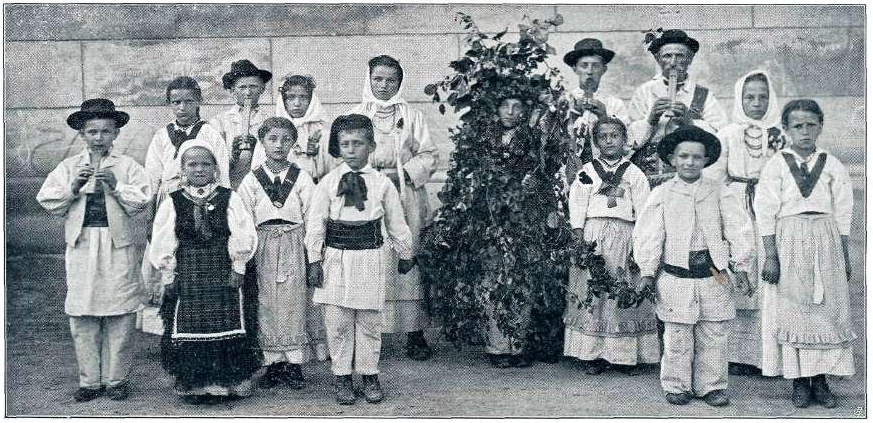
Zeleni Jurij, 1908
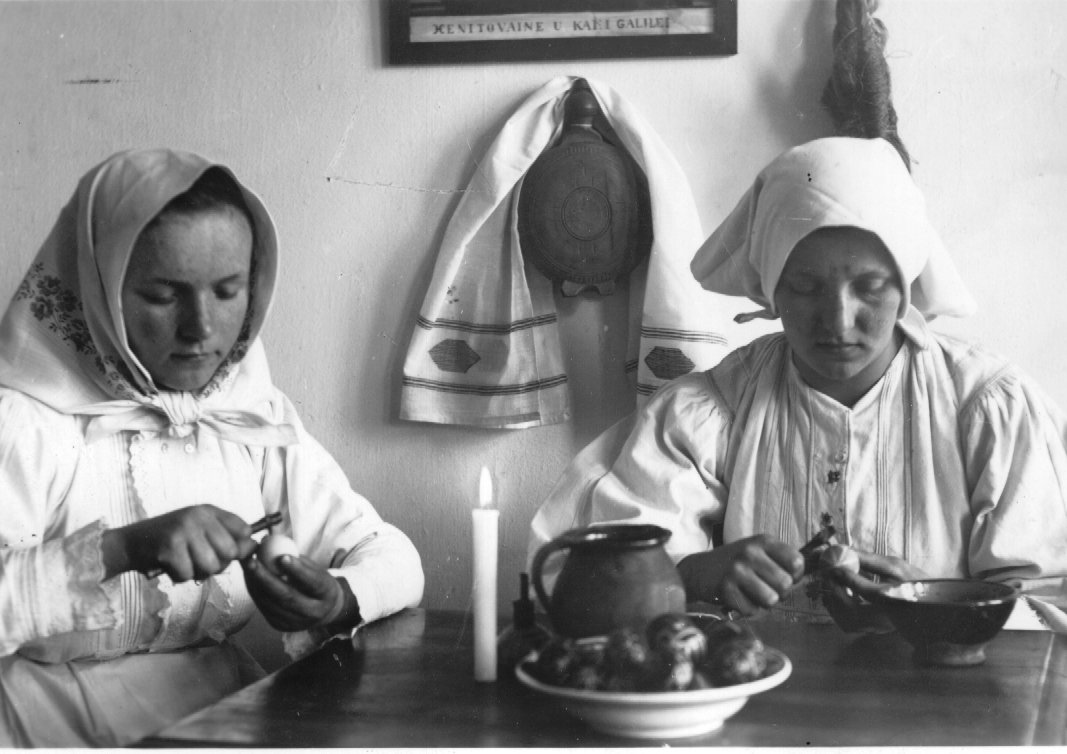
Vopsitul ouălor pisanica, 1920
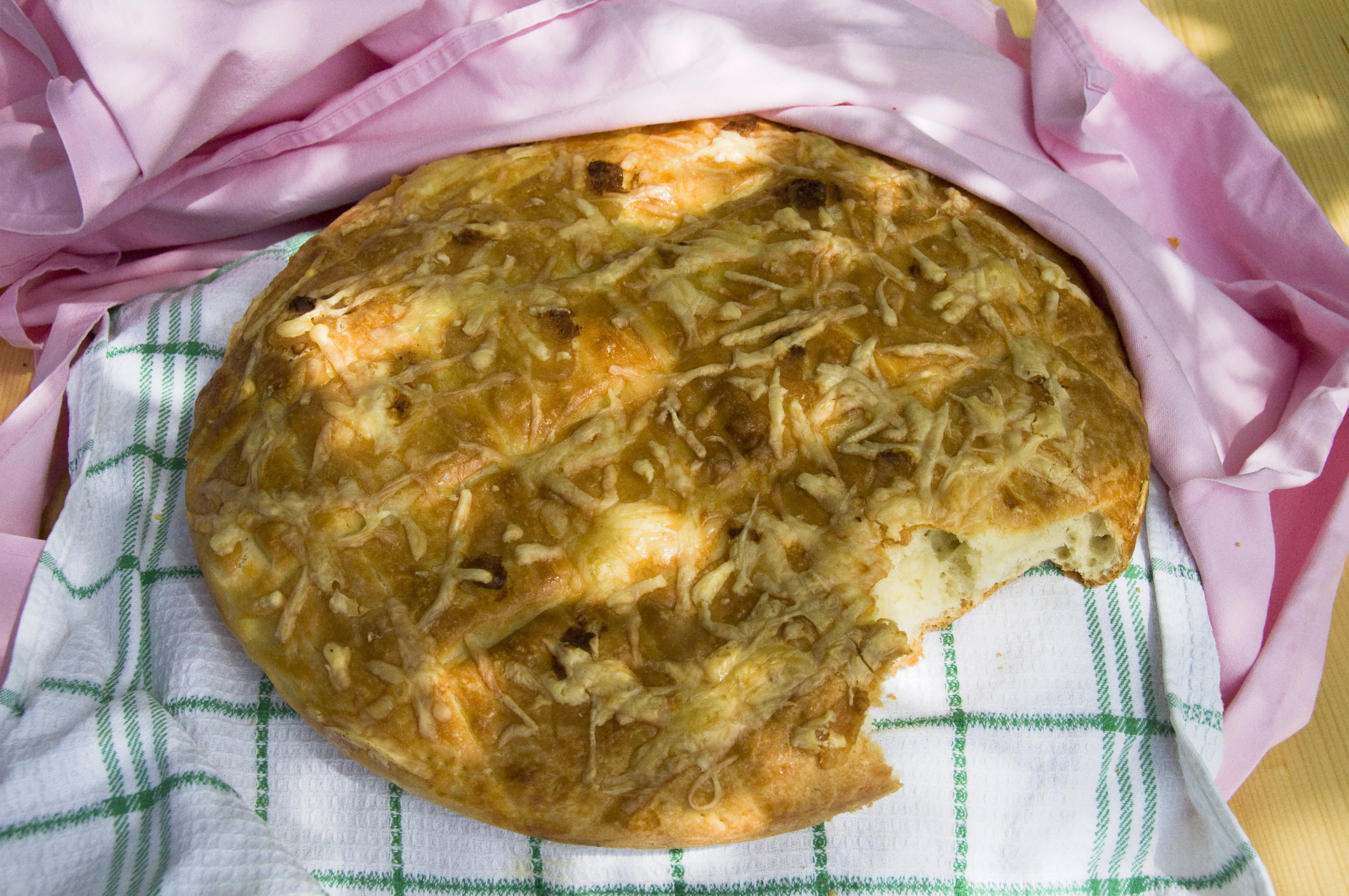
Belokranjska pogača

## Personalități locale
Printre personalitățile care s-au născut sau au trăit în Craina Albă se numără:
- Juro Adlešič (1884–1968), avocat și politician, primar al orașușui Ljubljana între 1935 și 1942
- Draga Ahačič (1924–2022), actriță, regizor de film, traducător și jurnalist
- Andrej Bajuk (1943–2011), politician și economist
- Joe Cerne (n. 1942), jucător de fotbal american
- Oton Gliha (1914–1999), pictor croat
- Miran Jarc (1900–1942), scriitor, poet, dramaturg și eseist
- Lojze Krakar (1926–1995), poet, traducător, editor, istoric literar și eseist
- Radko Polič (1942–2022), actor
- John Stariha (1845–1915), primul episcop romano-catolic din Rapid City, Dakota de Sud, SUA, între 1902 și 1909
- John Vertin (1844–1899), preot catolic, episcop în Marquette, Michigan, SUA, între 1879 și 1899
- Oton Župančič (1878–1949), poet, dramaturg și traducător

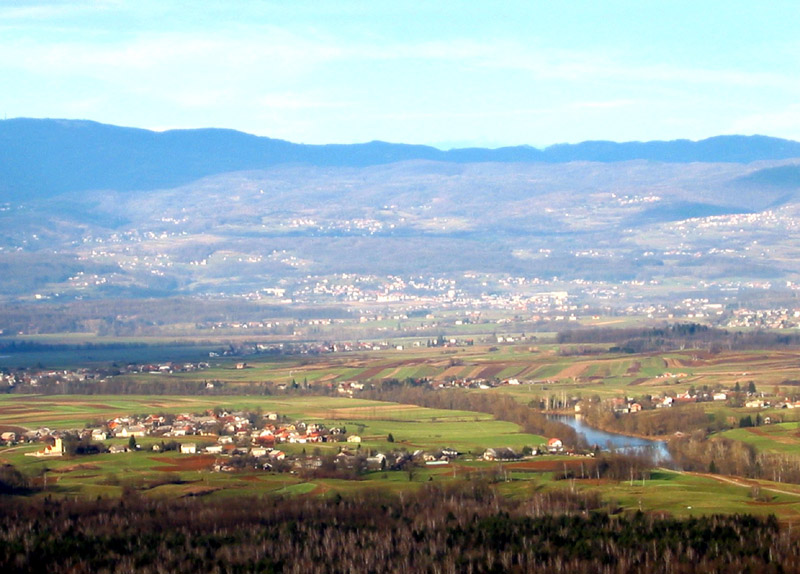
Râul Kolpa în Bela Krajina
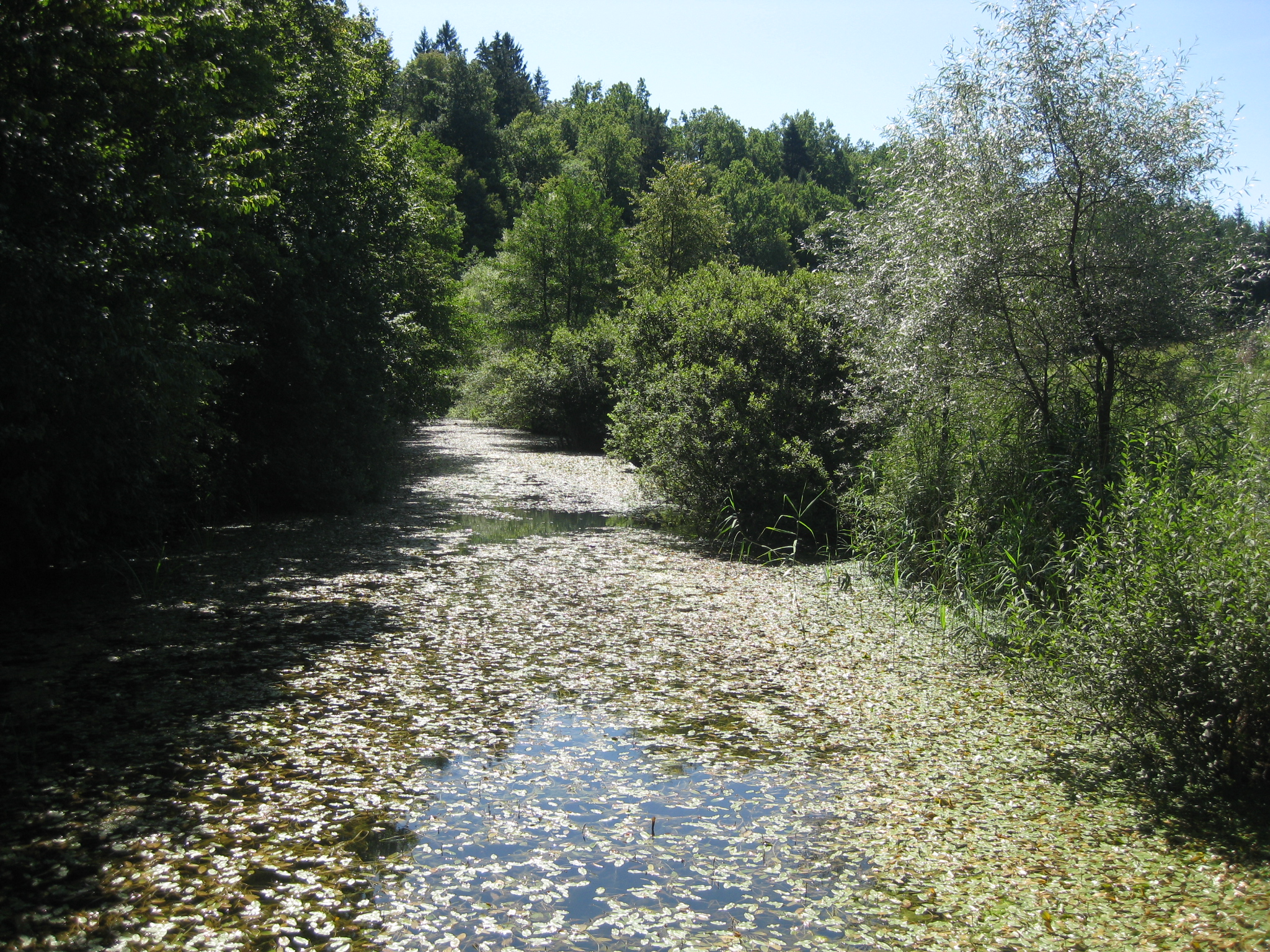
Râul Lahinja
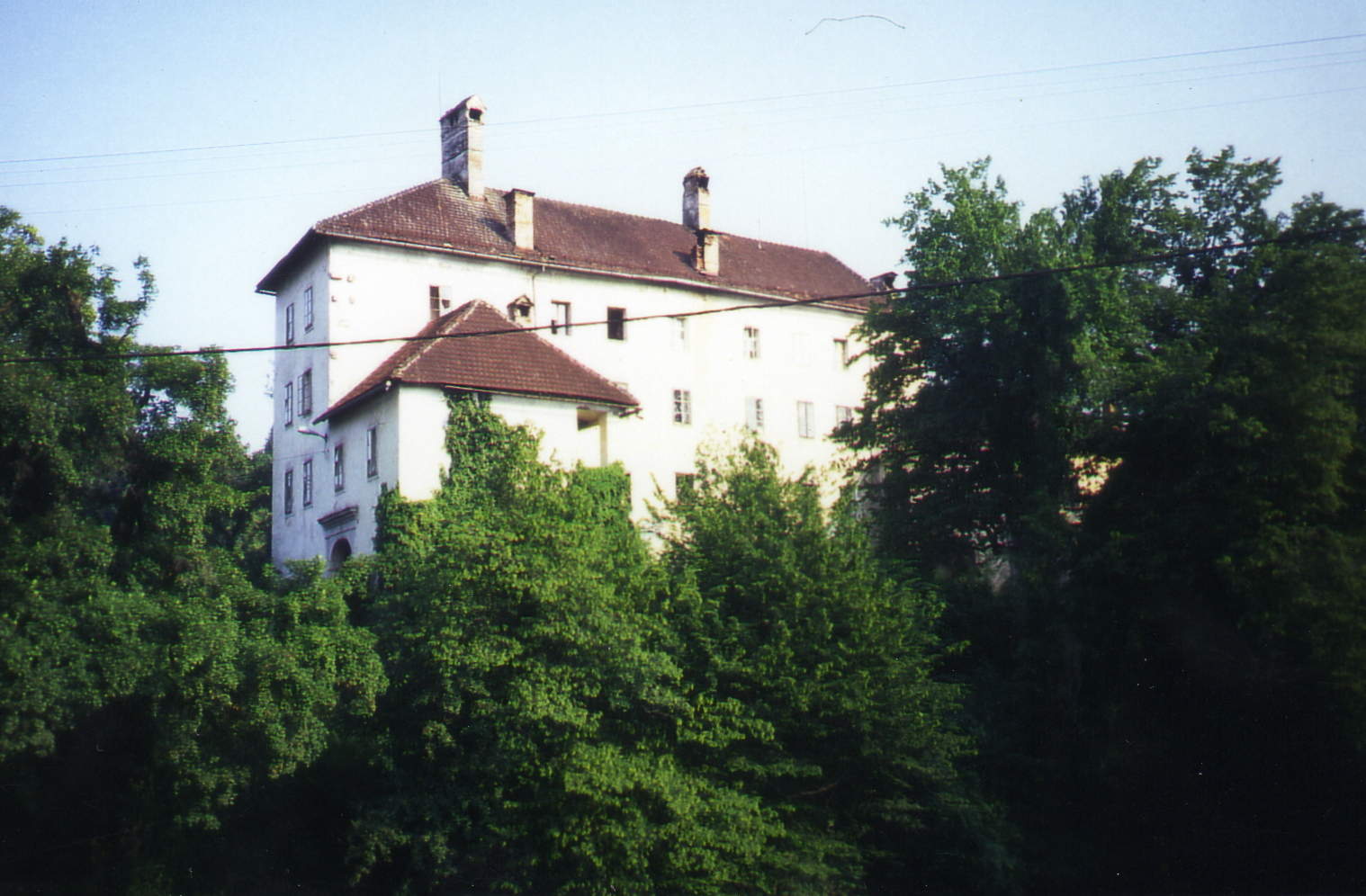
Castelul Gradaš
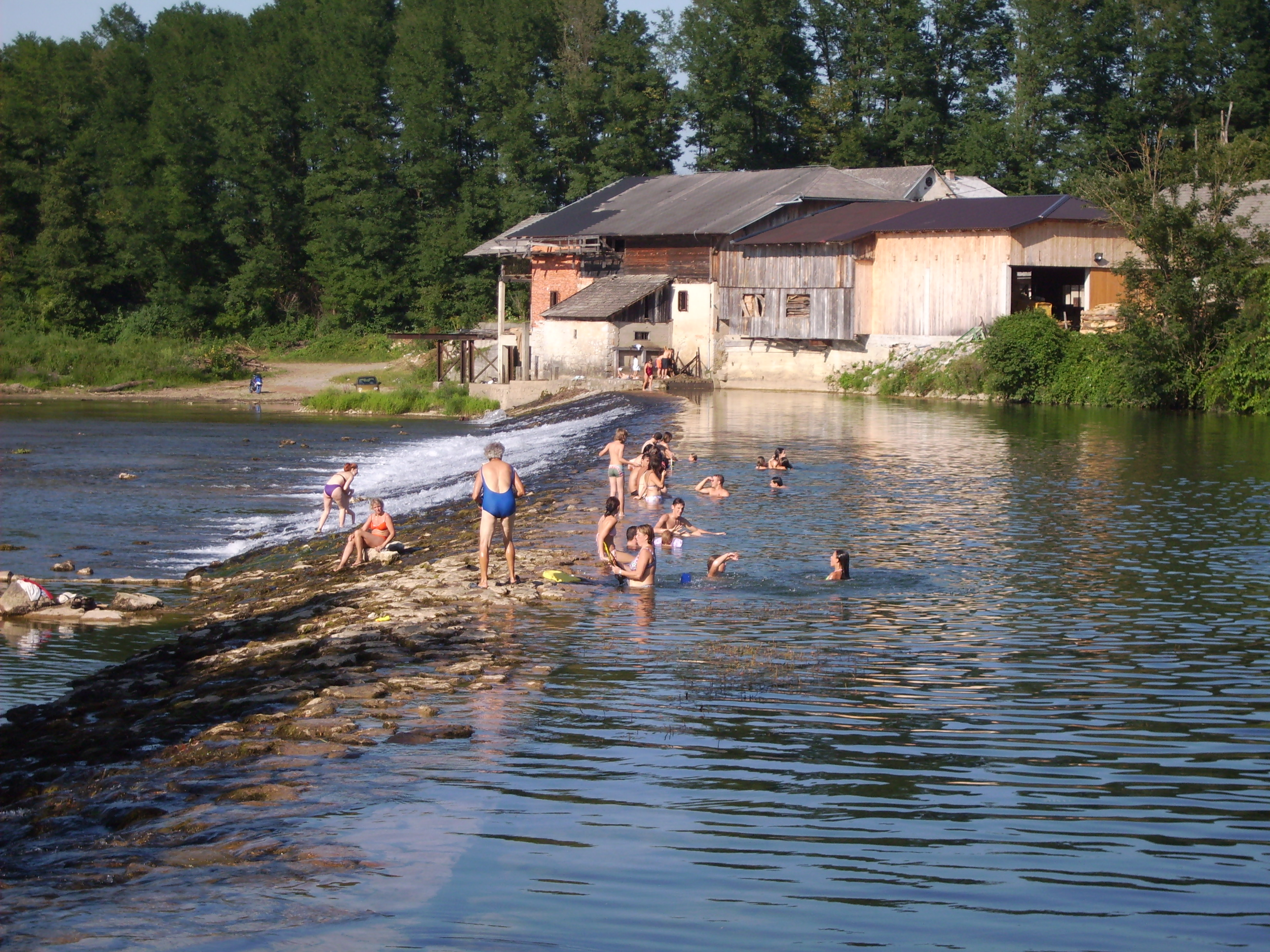
Râul Kolpa, lângă Gribljah
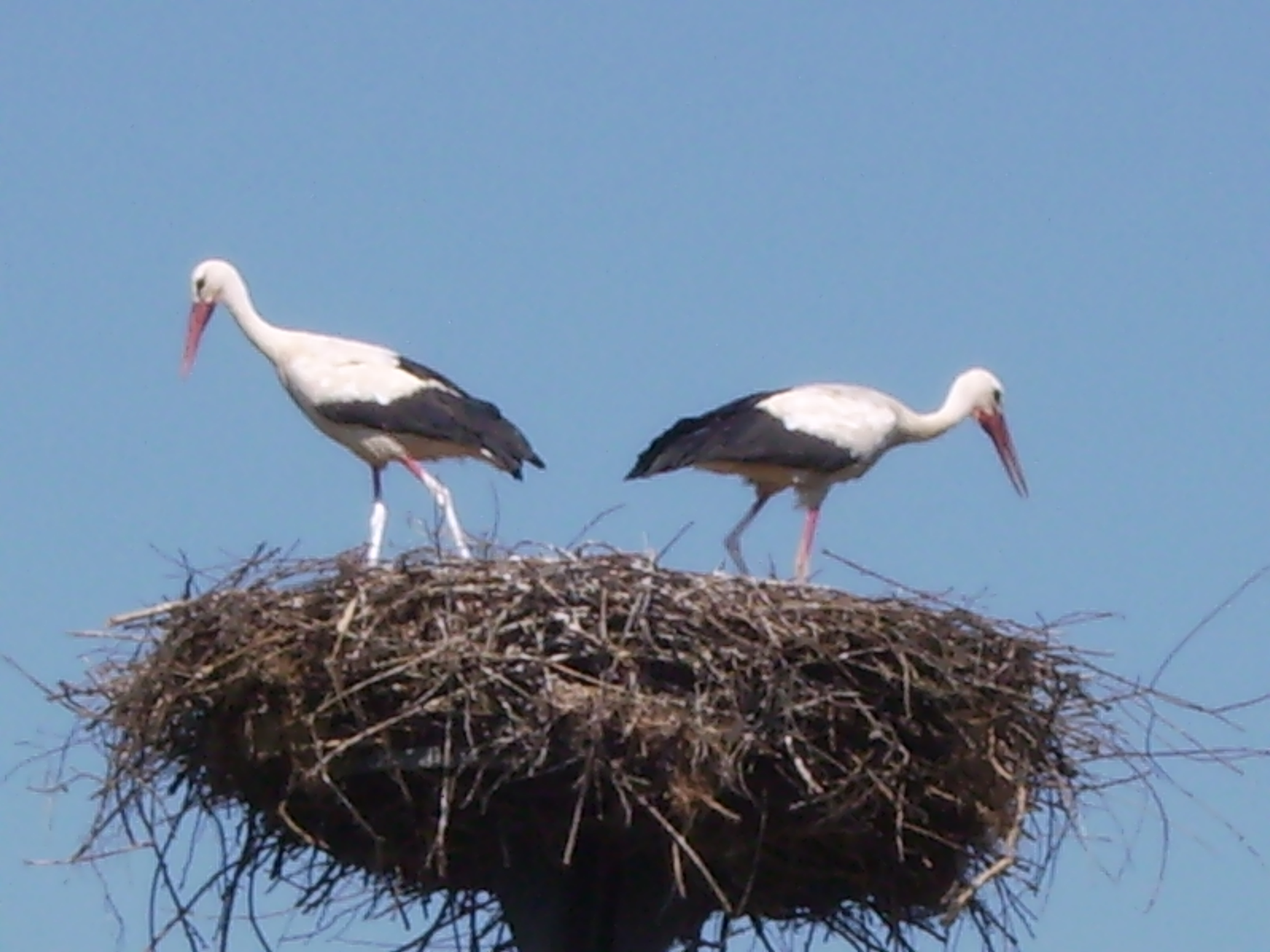
Cuib de berze în Krasinec
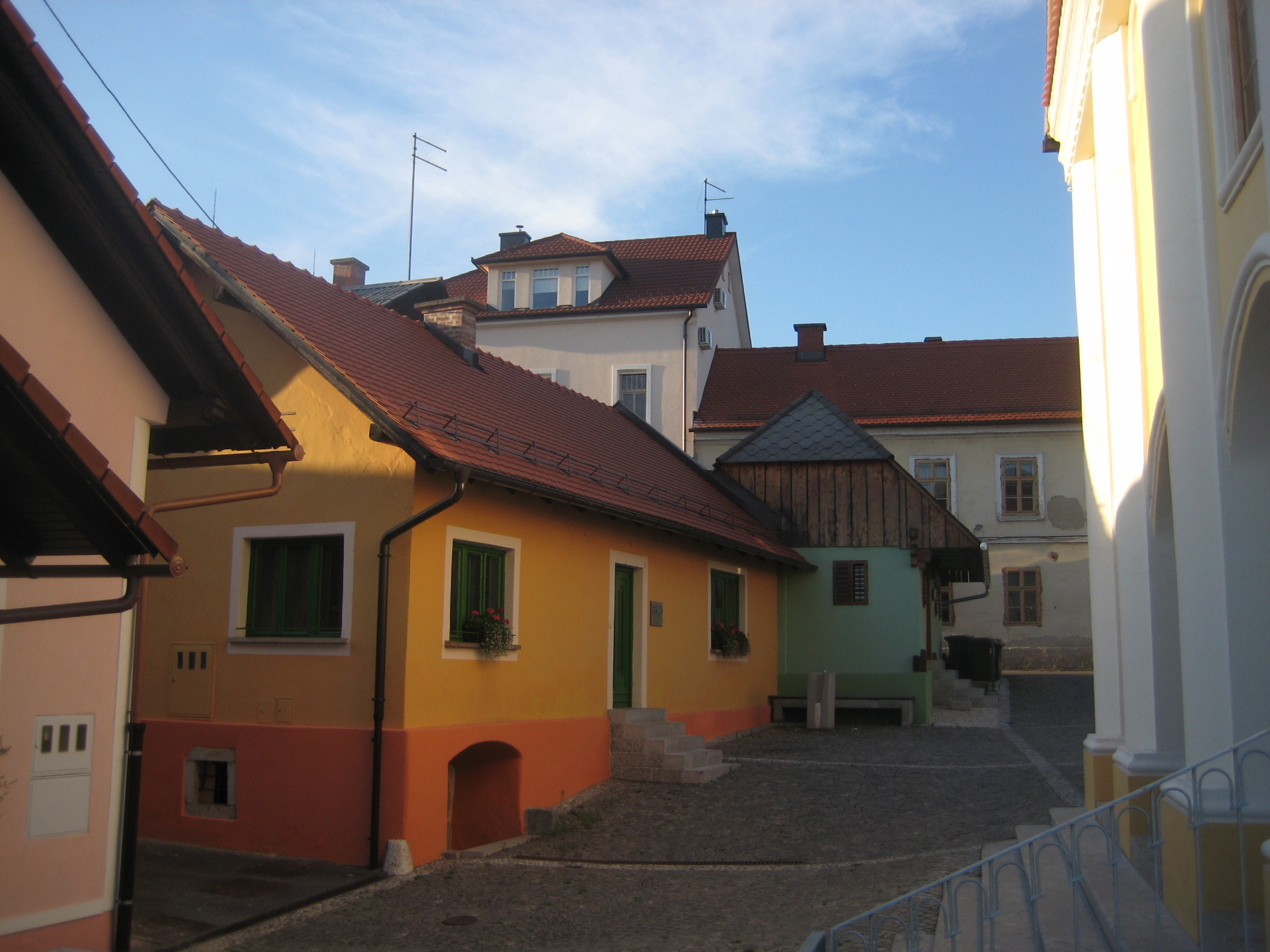
Črnomelj, zona centrală
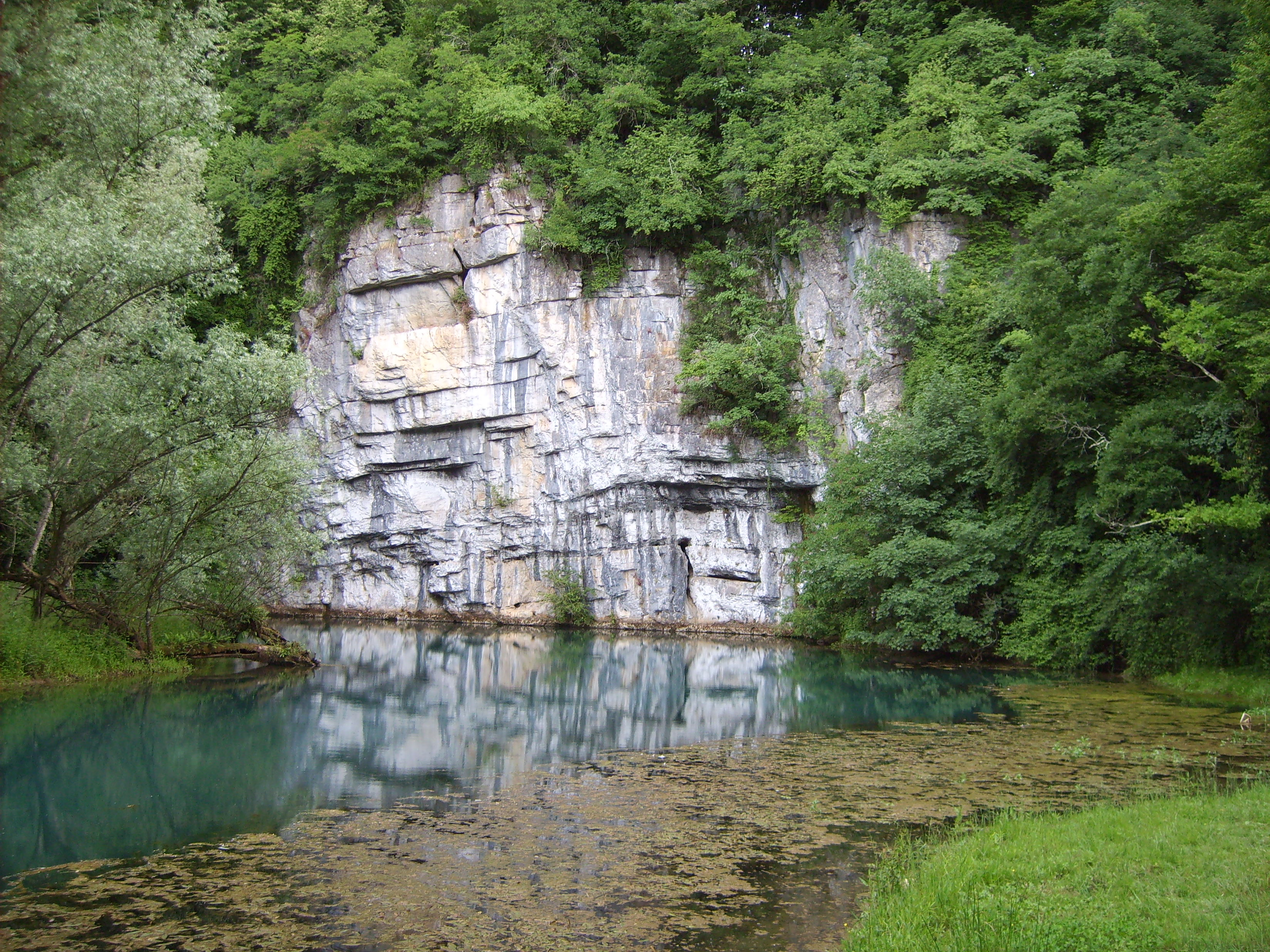
Sursa râului Krupa
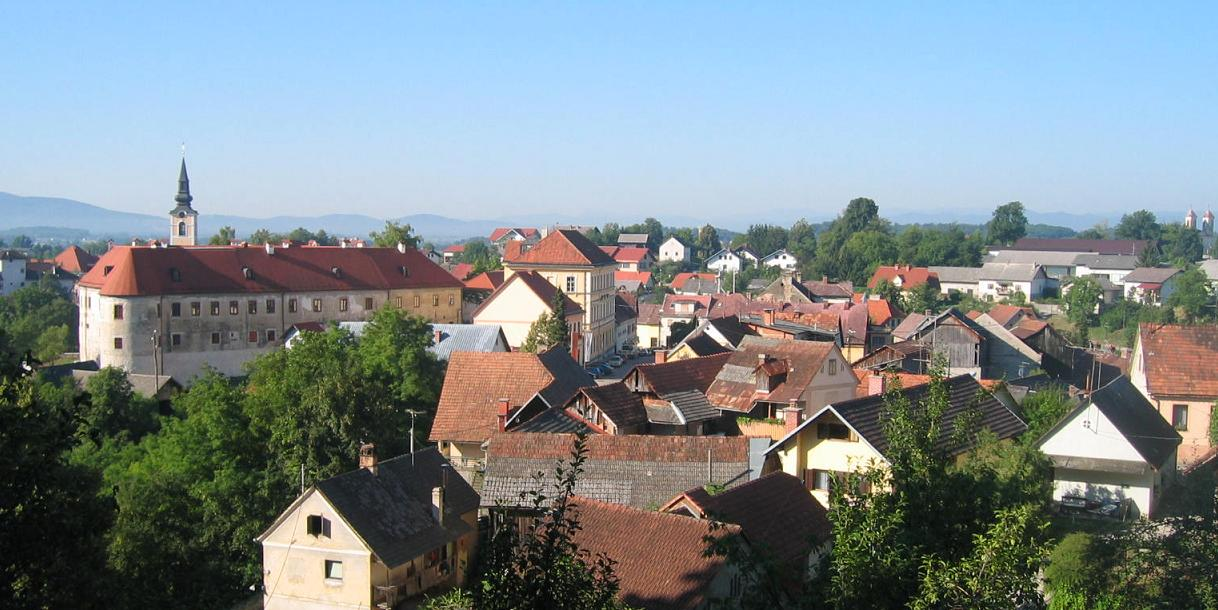
Metlika, Bela Krajina